# Amicia parvula
Amicia parvula är en ärtväxtart som beskrevs av Henry Hurd Rusby. Amicia parvula ingår i släktet Amicia och familjen ärtväxter. Inga underarter finns listade i Catalogue of Life.